# Atypophthalmus (Microlimonia) egressus
Atypophthalmus (Microlimonia) egressus is een tweevleugelige uit de familie steltmuggen (Limoniidae). De soort komt voor in het Palearctisch gebied.